# サスケ忍伝
『サスケ忍伝』（サスケにんでん）は、黒岩よしひろによる日本の漫画。『週刊少年ジャンプ』（集英社）において1986年32号から41号まで連載され、10週で打ち切りとなった。作者にとっては本作がデビュー作となる。1987年に単行本化された（全1巻）。
本作連載終了の約1か月後、10月発売の『週刊少年ジャンプ特別編集 AutumnSpecial』にて、主人公サスケのその後を描いた「サスケ外伝」が掲載された。

## ストーリー
妖刀十六夜を守護していた伊賀の隠れ里が獣王院影丸によって壊滅する。ただ一人生き残ったくノ一の紅百合は伊賀の頭目・円妖斎の下に十六夜を持ち込む。修行のため円妖斎宅に居候していたサスケは偶然にも十六夜を手にし、その力を借りて影丸を撃退。サスケによって面を割られる屈辱を受けた影丸は、十六夜奪取並びにサスケ殺害を狙い配下の獣魔を次々と送り出す。

## 主要登場人物

### 甲賀・伊賀
流サスケ（ながれ サスケ）
主人公。十五代目正心甲賀流忍者。忍びの隠れ里で育ったため現代の文明社会に疎い。普段は美琴たちと共に私立戦国学園第1高等部に通う。気絶した状態で敵の攻撃を躱す、自身の必殺技ですら破り方を考えてから使うなど忍者としての資質は極めて高い。得意技は忍法「影法師」。世界を支配できる力を持つという妖刀『十六夜』を持つ。
椎名美琴（しいな みこと）
本作のヒロイン。伊賀忍者。都会で普通に学生生活を送っている。サスケによると料理の腕も忍としてもイマイチ。よく脱がされるお色気キャラだが、敵にはまったく通用しない。得意技は忍法「恋のロープをほどかないで」。血液型はA型。
蘭丸（らんまる）
サスケの飼い猫。額と胸のV字模様、後頭部のアンテナ状の2本の毛など特徴的な外見をしている。サスケは蘭丸の言葉を理解できるようである。
円妖斎（えんようさい）
伊賀の里を捨てた伊賀忍者の頭目。美琴の祖父。旧知の光雲斎の依頼でサスケを都会派忍者に育て上げるべく預かる。修行にゲームの要素を取り入れるなど近代化を図っている。
光雲斎（こううんさい）
甲賀No.1の忍者。サスケの師。弟子の育成は基本的に放任主義だった。
紅百合（べにゆり）
伊賀の隠れ里で十六夜を守ってきた一族の娘。「鎖鎌の紅百合」の異名を持つくノ一。兄が獣王院影丸によって倒される。
才蔵（さいぞう）
サスケのケンカ友達。甲賀忍者。サスケとの戦績は197戦して98勝98敗。最後の1勝をどちらが挙げたかについてはサスケとの間に見解の相違がある。「朧の才蔵」の異名を持つ。

### 獣魔忍群
獣王院影丸（じゅうおういん かげまる）
獣魔忍群の幹部であり、妖忍衆の瑪瑙や装面鬼を含む魔忍衆を率いている。いかなる場所（例えば民家の屋根の上）でもバイクに乗って登場する。サスケの影法師を見破るなど能力は高い。女の涙に弱い。
瑪瑙（めのう）
獣魔忍群の妖忍衆に属するくノ一。影丸の配下。サスケの影法師を封じる、複数の相手の手足を操る術や催眠術を使うなど高い能力を持つ。戦闘時はレオタード姿。部下に魔巳と幽悠がいる。必殺技は忍法「瑪瑙の舞い　血霧のダンスビート」「妖舞猫牙」。
魔巳（まみ）
瑪瑙二門結界その1。瑪瑙の部下。レオタード姿で戦うポニーテールのくノ一。椎名美琴と戦う。
幽悠（ゆうゆ）
瑪瑙二門結界その2。瑪瑙の部下。レオタード姿で戦う小柄なくノ一。番長こと晴海大作と戦う。
装面鬼（そうめんき）
獣魔忍群の魔忍衆に属する忍者。影丸の配下。他人の顔を盗むだけでなく、体格すら似せることができる。得意技は忍法「葬帯縛術」。
獣王院月丸（じゅうおういん つきまる）
獣魔忍群の幹部。
獣王院雪丸（じゅうおういん ゆきまる）
獣魔忍群の幹部のくノ一。
獣王院鉄騎丸（じゅうおういん てっきまる）
獣魔忍群の総統（フューラー）。

### その他
晴海大作（はるみ だいさく）
サスケ達が通う私立戦国学園第一高等部の番長。忍者ではないがサスケに協力して共に戦うことに。人並み外れた身体能力を持ち、瑪瑙の部下を倒す。得意技は（自称）番長忍法「BANbanBAN」。
根津見甚八（ねずみ じんぱち）
大作の腰巾着。最終回ではバットを振るって魔忍衆と戦った。
海野陸王（うんの りくおう）
大作の番長仲間。事情を聞きサスケ達の加勢に駆けつける。
イサミ＝デューク
大作の番長仲間。鋼鉄製カミソリカードを武器に戦う青い目のスケバン。事情を聞きサスケ達の加勢に駆けつける。
筧十刀（かけい じっとう）
剣道部主将。右目に眼帯をしている。事情を聞きサスケ達の加勢に駆けつける。
望月六狼（もちづき ろくろう）
大作の番長仲間。番長連合第一隊長。事情を聞きサスケ達の加勢に駆けつける。
穴山小介（あなやま こすけ）
大作の番長仲間。番長連合第二隊長。事情を聞きサスケ達の加勢に駆けつける。
河合このみ（かわい このみ）
サスケ達が通う私立戦国学園第１高等部の新任の英語教師。大作の憧れの女性。気弱で泣き虫。作中髪型が変わる。
サスケと大作が屋上で喧嘩してると勘違いして止めに行った結果、サスケと影丸の戦いに巻き込まれてしまい、スカートの前部を切り裂かれパンティ丸見え状態にされてしまう。その時流した涙が影丸の動きを止めたのを、美琴は影丸がパンチラに弱いと勘違いする。
荻野瞳（おぎの ひとみ）
瑪瑙が学校潜入時に使用していた偽名。瑪瑙が仕掛けた催眠術により、サスケ達は瑪瑙をこの偽名をした昔からのクラスメイトと誤認していた。美琴には効果が薄かった。

## 用語
獣魔（じゅうま）
自らを忍者を越えた存在と規定し、世界征服を企む邪忍。総統（フューラー）である獣王院鉄騎丸に率いられる。
獣王院（じゅうおういん）
獣魔忍群の幹部に与えられる称号。くノ一である雪丸を含め、全員が角のある面を着用している。
魔忍衆（まにんしゅう）
影丸配下の獣魔達。影丸が獣王院を剥奪された後も命令に従っており、忠誠心は極めて高い。全員が面をつけている。
妖忍衆（ようにんしゅう）
影丸配下の獣魔。劇中明確に妖忍衆を名乗ったのは瑪瑙だけである。魔忍衆と異なり妖忍衆の瑪瑙は普段も戦闘時も面をつけず、素顔のままである。
十六夜（いざよい）
その刃を鞘から抜いた者は天下を統べると言われた妖刀。歴史上最後の使用者である徳川家康によって伊賀の隠れ里に封じられていた。普段は鞘に収まったままで抜けず、十六夜自身が力を貸したいと思った時だけ抜ける。十六夜には善悪の区別が無く、悪人に力を貸してしまうこともある。劇中ではサスケの手によって2回抜け、1回目は影丸の面を割り、2回目は瑪瑙の術を破り閃光を発して影法師の発動を助けるなど力の一端を示した。